# Calathusa aethalistis
Calathusa aethalistis är en fjärilsart som beskrevs av Oswald Beltram Lower 1915. Calathusa aethalistis ingår i släktet Calathusa och familjen trågspinnare. Inga underarter finns listade i Catalogue of Life.